# Фадеева, Марина Николаевна
Мари́на Никола́евна Фаде́ева (урождённая Кокрова и добившаяся лучших результатов под фамилией Ко́нонова; 5 августа 1986, Устинов) — российская дартсменка. Обладатель Кубка мира WDF, десятикратная чемпионка России. Мастер спорта России международного класса.

## Карьера игрока
Начала заниматься дартсом в родном Ижевске. Первый тренер — Сергей Полушкин. Первые успехи к ней пришли на региональном уровне.
В 2012 году впервые стала чемпионкой России по дартсу. Сейчас у неё 11 золотых медалей чемпионата России — по этому показателю она является одной из лучших в стране.
В 2015 году признана лучшей дартсменкой России.
В 2017 году выиграла Кубок мира по версии World Darts Federation, играя в паре с Анастасией Добромысловой. В финале россиянки обыграли Робин Бурме и Каролину Брин из Ирландии со счётом 6:1.

## Карьера тренера
Работает тренером в ижевской ДЮСШ №5.
Воспитанница Фадеевой — Арина Харитонова, чемпионка Европы по электронному дартсу среди юниоров, чемпионка России и обладатель Кубка России. В 2018 году Харитонова и Фадеева (на тот момент Кононова) играли в финале личного чемпионата России, и тогда ученица обыграла своего учителя.

## Личная жизнь
Муж — Кирилл Фадеев (1986), пятикратный чемпион России по дартсу.

## Достижения

### Личные
- Чемпионка России (2012, 2016)
- Победитель Кубка России (2020)[10]
- Вице-чемпионка России (2018)
- Бронзовый призёр чемпионата России (2024)[11]

### Американский крикет
- Чемпионка России (2012, 2017, 2018)
- Бронзовый призёр чемпионата России (2023, 2024)[11][12]

### Парные
- Победитель Кубка мира WDF (2017)
- Чемпионка России (2019, 2020)

### Микст
- Чемпионка России (2016, 2017, 2024)[11]

### Командные
- Чемпионка России (2018)
- Бронзовый призёр чемпионата России (2024)[11]